# Кусинский район
Кусинский район — административно-территориальная единица (район) и одноимённое муниципальное образование (муниципальный район) в Челябинской области Российской Федерации.
Административный центр — город Куса.

## География
Район расположен в Европе у самой границы с Азией, в северной части Южного Урала. С запада граничит с Белокатайским, Кигинским районами Башкортостана и Саткинским, с севера с Нязепетровским районами, с востока с Карабашским, с юга со Златоустовским городскими округами Челябинской области.

## История
В 1754 году у горы Моховой владельцы Косотурского завода братья Мосоловы приобрели у башкирцев-вочинцев за 50 рублей так называемое «Кусинское место» для строительства завода. Весной 1778 года сюда из Златоуста переселили 50 крепостных крестьян, которые начали строить посёлок и деревянную плотину через реку Кусу. Этот год принято считать годом основания машиностроительного завода и временем рождения Кусы.
Первую продукцию — железные скобы, гвозди, обручи, полозья и топоры — Кусинский завод выдал в 1789 году, когда тут начала работать молотовая фабрика, имевшая восемь молотов и два стана. Спустя 8 лет началась выплавка чугуна из местных руд. В годах завод приступил к выпуску печного литья и чугунной посуды, а с 1883 года — художественного литья. И в России, и за её пределами изделия Кусинского завода ценились очень высоко. Об этом говорят многочисленные награды. Второе градообразующее предприятие — завод точных технических камней. Он был перебазирован в Кусу в 1942 году из Петергофа. Это было старинное и единственное до войны предприятие по выпуску камней для часовой и приборостроительной промышленности. Кусинский район образован в 1940 году. Он расположен в Европе у самой границы с Азией, в одном из живописных уголков северной части Южного Урала.
В 2022 году посёлок железнодорожной станции Ай был передан из Кусинского района в Златоустовский городской округ.

## Население
| 2002    | 2005    | 2006    | 2007    | 2008    | 2009    | 2010    | 2011    |
| ------- | ------- | ------- | ------- | ------- | ------- | ------- | ------- |
| 32 738  | ↘31 123 | ↘30 477 | ↘30 400 | ↘29 924 | ↗30 249 | ↘29 392 | ↘29 357 |
| 2012    | 2013    | 2014    | 2015    | 2016    | 2017    | 2018    | 2019    |
| ↘28 973 | ↘28 520 | ↘28 167 | ↘27 911 | ↘27 539 | ↘27 228 | ↘26 799 | ↘26 463 |
| 2020    | 2021    | 2023    |         |         |         |         |         |
| ↘26 089 | ↘25 649 | ↘25 198 |         |         |         |         |         |

### Урбанизация
В городских условиях (город Куса и рабочий посёлок Магнитка) проживают 82,4 % населения района.
в составе двух городских и трёх сельских поселений:

## Территориальное устройство
Кусинский район как административно-территориальная единица области делится на 3 сельсовета, 1 город (районного значения) и 1 рабочий посёлок с подчинёнными им населёнными пунктами. Кусинский муниципальный район, в рамках организации местного самоуправления, включает 5 муниципальных образований, в том числе соответственно 3 сельских поселения и 2 городских поселения:
| № | Муниципальное образование         | Административный центр   | Количество населённых пунктов | Население (чел.) | Площадь (км²) |
| - | --------------------------------- | ------------------------ | ----------------------------- | ---------------- | ------------- |
| 1 | Кусинское городское поселение     | город Куса               | 4                             | ↘17 002          | 233,35        |
| 2 | Магнитское городское поселение    | рабочий посёлок Магнитка | 3                             | ↘4004            | 597,57        |
| 3 | Злоказовское сельское поселение   | село Злоказово           | 6                             | ↗1300            | 320,01        |
| 4 | Медведевское сельское поселение   | село Медведевка          | 2                             | ↗1606            | 32,08         |
| 5 | Петрозаводское сельское поселение | село Петропавловка       | 7                             | ↘1470            | 350,00        |

### Населённые пункты
В Кусинском районе 22 населённых пункта.
| №  | Населённый пункт | Тип                               | Население | Муниципальное образование         |
| -- | ---------------- | --------------------------------- | --------- | --------------------------------- |
| 1  | Александровка    | посёлок                           | ↘135      | Магнитское городское поселение    |
| 2  | Аршинка          | село                              | ↘51       | Злоказовское сельское поселение   |
| 3  | Вознесенка       | село                              | ↘149      | Злоказовское сельское поселение   |
| 4  | Глухой Остров    | деревня                           | ↘19       | Петрозаводское сельское поселение |
| 5  | Движенец         | посёлок железнодорожного разъезда | ↘42       | Кусинское городское поселение     |
| 6  | Злоказово        | село                              | ↘940      | Злоказовское сельское поселение   |
| 7  | Каскиново        | деревня                           | ↘233      | Петрозаводское сельское поселение |
| 8  | Ковали           | посёлок                           | ↘214      | Магнитское городское поселение    |
| 9  | Куса             | город                             | ↘16 934   | Кусинское городское поселение     |
| 10 | Кусинские Печи   | посёлок                           | ↘32       | Кусинское городское поселение     |
| 11 | Магнитка         | рабочий посёлок                   | ↘3830     | Магнитское городское поселение    |
| 12 | Медведевка       | село                              | ↘1571     | Медведевское сельское поселение   |
| 13 | Никольский       | посёлок                           | ↘159      | Злоказовское сельское поселение   |
| 14 | Октябрьский      | посёлок                           | ↘212      | Злоказовское сельское поселение   |
| 15 | Петропавловка    | село                              | ↘1393     | Петрозаводское сельское поселение |
| 16 | Петрушкино       | деревня                           | ↘41       | Петрозаводское сельское поселение |
| 17 | Северный         | посёлок                           | ↘3        | Злоказовское сельское поселение   |
| 18 | Старая Арша      | деревня                           | ↘45       | Петрозаводское сельское поселение |
| 19 | Терехта          | деревня                           | ↗11       | Петрозаводское сельское поселение |
| 20 | Туктарово        | деревня                           | ↘28       | Петрозаводское сельское поселение |
| 21 | Уртюшка          | посёлок                           | ↘129      | Медведевское сельское поселение   |

Упразднены — Чеславка (2023)
Исчезнувшие населенный пункты
- поселок Лесной, Злоказовского сельсовета — исключён решением Челябинского облсовета народных депутатов от 21.04.1986 N.

## Экономика
- ООО «Кусинский литейно-машиностроительный завод» (КЛМЗ);
- ООО «ЧелПром-Даймонд»;
- ООО «Метагломерат»;
- ЗАО «Уралстройщебень»
- ООО «Медведёвский мраморный карьер»;
- ФГУП «Петропавловский спиртзавод»;
- ООО «Прибор»;
- ООО «Импульс»;
- ООО «Черметинвест»;

Запасы минерально-строительного сырья на территории Кусинского района представлены месторождениями полезных ископаемых: железная руда, строительный камень, сидериты, бариты, известняк, глина кирпичная, торф. Сырьё разведанных месторождений строительного камня пригодно для производства щебня, бетонов, щебня для строительства железнодорожных путей и шоссейных дорог.
Структура промышленного производства:
- Обрабатывающие производства — 79,5 %
- Добыча полезных ископаемых — 15,1 %
- Производство и распределение теплоэнергии, электроэнергии, газа, воды — 5,4 %

В Кусинском районе введена в эксплуатацию новая подстанция «Карат», которая даёт возможность размещать энергоёмкие производства.
Свободные земельные участки на территории района для производственной деятельности:
346306 м² в черте Кусинского городского поселения, земли промышленности. п. Движенец юго-западнее автодороги Куса-Петропавловка
262378 м² в черте Кусинского городского поселения, земли промышленности. п. Движенец в 10-40 м на северо-восток от автодороги Куса-Петропавловка
201700 м² в черте Магнитского городского поселения Кусинского муниципального района, земли промышленности. п. Магнитка в 5 км по направлению на север
221961 м² в черте Магнитского городского поселения Кусинского муниципального района, земли промышленности. п. Магнитка в 7 км по направлению на север.
В перспективе развития малого бизнеса в районе — развитие сферы внутреннего туризма, сервисного обслуживания, крестьянско-фермерского хозяйства, что позволит открыть новые рабочие места, сформировать дополнительные внешние источники дохода, обеспечить наполняемость местного бюджета.
Принята целевая Программа развития малого и среднего предпринимательства в Кусинском муниципальном районе.
Действует информационно-консультационный центр, работает общественный координационный совет по поддержке и развитию малого предпринимательства.